# Richard Göransson
Richard Göransson (Örebro, 1978. augusztus 8. –) svéd autóversenyző, a svéd túraautó-bajnokság háromszoros (2004, 2005, 2008) bajnoka.

## Pályafutása
1989-től 1993-ig gokartversenyeken vett részt. 1996-ban megnyerte hazája Formula–Ford bajnokságát, 1997-ben pedig második lett a széria skandináv sorozatában. 2002-ig több formulaautós bajnokságban is szerepelt, majd 2003-ban tért át a túraautózásra.
2003 óta a svéd túraautó-bajnokságban versenyez. A 2003-as szezonban öt futamgyőzelmet szerzett, és az ötödik helyen zárt a pontversenyben. Az ezt követő két szezonban megnyerte a bajnokságot. Harmadik címéhez 2008-ig kellett várnia, amikor is a címvédő Fredrik Ekblomot maga mögé utasítva lett első.
Részt vett a 2005-ös túraautó-Európa-kupán, ahol a kupa mindkét futamán második lett és megszerezte az összesített első helyezést.

## Külső hivatkozások
- Hivatalos honlapja (svédül)
- Profilja a speedsport-magazine.com honlapon (angolul)